# Kephung
Kephung (hangul: 개풍구역, Kephung-kujok, handzsa: 開豊區域, RR: Kaep'ung-kuyŏk, ’nyílt bőség’) kerület Észak-Koreában, Keszong (Kaesŏng) városában. 1930-ban hozták létre Keszong (Kaesŏng) külterületeiből és ekkor emelték megyei rangra is. 2020 áprilisában Keszong (Kaesŏng) városrésze lett, ahol kerületi rangot kapott.

## Földrajza
Keletről a Keszong (Kaesŏng) város és a dél-koreai Kjonggi (Gyeonggi) tartománybeli Phadzsu (Paju), északról az Észak-Hvanghe (Hwanghae) tartománybeli Kumcshon (Kŭmch'ŏn), nyugatról Rjeszong (Ryesŏng), és annak túlpartján a Dél-Hvanghe (Hwanghae) tartománybeli Pecshon (Paech'ŏn), délről a tenger, és annak túlpartján a dél-koreai Kjonggi (Gyeonggi) tartománybeli Kanghva (Ganghwa) és Kimpho (Gimpo) határolja.
Legmagasabb pontja a 490 méter magas Szongakszan (송악산; 松嶽山, Songaksan).

## Közigazgatása
2 tongból, 14 faluból (ri (ri)) áll:
| - Kephung-il-tong (개풍일동; 開豊一洞, Kaep'ung-il-tong) - Kephung-i-tong (개풍이동; 開豊二洞, Kaep'ung-i-tong) - Konam-ri (고남리; 古南里, Konam-ri) - Kvangszu-ri (광수리; 光水里, Kwangsu-ri) - Nampho-ri (남포리; 南浦里, Namp'o-ri) - Rjohjon-ri (려현리; 礪峴里, Ryŏhyŏn-ri) - Mukszan-ri (묵산리; 墨山里, Muksan-ri) - Mukszong-ri (묵송리; 墨松里, Muksong-ri) | - Sinszo-ri (신서리; 新西里, Sinsŏ-ri) - Sinszong-ri (신성리; 新聖里, Sinsŏng-ri) - Jongang-ri (연강리; 延江里, Yŏn'gang-ri) - Okszan-ri (옥산리; 玉山里, Oksan-ri) - Oszan-ri (오산리; 五山里, Osan-ri) - Ipho-ri (의포리; 義浦里, Ŭip'o-ri) - Phungdok-ri (풍덕리; 豊德里, P'ungdŏk-ri) - Hephjong-ri (해평리; 海坪里, Haep'yŏng-ri) |

## Gazdaság
Kephung (Kaep'ung) gazdasága gabonatermesztésre és kvarcbányászatra épül.

## Oktatás
Kephung (Kaep'ung) egy mezőgazdasági főiskolának 23 általános és kb. 20 középiskolának ad otthont.

## Egészségügy
A kerület számos egészségügyi intézménnyel rendelkezik, köztük 1 kerületi és kb. 10 helyi kórházzal.

## Közlekedés
A kerület közutakon a szomszédos helységek felől közelíthető meg. Vasúti kapcsolattal rendelkezik, a Phjongbu (P'yŏngbu) vonal része.